# Робърт Сесил, 1-ви граф Солсбъри
Робърт Сесил, първи граф на Солзбъри, роден на 1 юни 1563 г. в Уестминстър, Лондон, починал на 24 май 1612 г., е английски държавник и министър на Елизабет I и на Джеймс I.

## Биография

### Детство и юношество
Робърт Сесил е роден като втори син на Уилям Сесил, 1 барон Бърли и на Милдред Кук, една от дъщерите на сър Антъни Кук /1505 – 1576/. Той страдал от лек телесен недъг, изкривяване на краката и гърбица.
Баща му, Уилям Сесил, лорд Бърли, е министър, пазител на държавното съкровище и най-важният съветник на Елизабет I и го подготвя още от малък за бъдещия му пост. Първоначално Сесил се възпитава от майка му, една от най-образованите жени на своето време, по-късно от домашни учители. Къщата им на улица Странд в Лондон била място за срещи на отбрано общество. В селското им имение Теобалдс в Хартфордшър, чието строителство лорд Бърли започва през 1563 г. Робърт се запознава с Елизабет I още като дете. Смята се, че през 1577 г. Робърт Девъроу, младият граф на Есекс, е пребивавал поне 10 седмици в имението на Сесил.
През 1580 г. Робърт Сесил е приет, както и баща му преди това, в Грейс Ин, където слуша лекции по право. От юли 1581 г. посещава занятията в Кеймбридж през 1582 г. отново е обучаван у дома. 1583/84 посещава Париж, където слуша лекции в Сорбоната. След завръщането си в родината през 1584 г. е избран в Парламента като представител на селището Уестминстър, който през Средновековието все още е отделно селище от Лондон. Повторно е избран през 1586 г.

### Политическа кариера
След смъртта на Уолсингам през 1590 г. Бърли официално поема неговите функции като държавен секретар, но голяма част от работата извършва в сянка синът му Робърт. През 1591 г. кралицата назначава едва 28-годишния Робърт Сесил за член на Тайния съвет на краля (на английски: Privy Council) като той остава в историята като най-младият приет член на Съвета. Въпреки че Сесил фактически изпълнява длъжността на частен секретар, Елизабет се въздържа да го назначи официално, не на последно място, защото се бои от сблъсък с амбициозния си фаворит Робърт Девъроу, граф на Есекс.

### Сесил и Есекс
През първите години след 1590 Англия е подложена на значителен политически натиск и на различни кризи, между които морски битки, конфликти с Испания, война в Ирландия и поредица от опустошителни лоши реколти. По същото време, между 1588 и 1591 г. умират ключови политически фигури като Робърт Дъдли, Уолтър Милдмей и Кристофър Хатън. Това, както и нарастването на влиянието на главния противник на Робърт Сесил, Робърт Девъроу, води до нарастване на вътрешното напрежение в правителството.
Докато Есекс се отправя на наказателна експедиция към Кадис на 5 юли 1596 г. кралицата назначава Сесил за държавен секретар. През март следващата година Есекс е обявен за главнокомандващ на артилерията, като в негова власт са британската артилерия, всички крепости и снабдяването.
И след смъртта на бащата на Робърт Сесил, Уилям Сесил, се разгарят нови конфликти, например съперничеството между Есекс и Сесил по повод влиятелния пост на Master of the Court of Wards, който спор Сесил успява да реши в своя полза по време на едно друго отсъствие на Есекс. Граф Есекс бива изпратен начело на шестнадесет хиляди души в Ирландия, за да се справи с въстанието на граф Тайран. Завръщането на Есекс обратно в Англия въпреки заповедта на кралицата, както и постигнатото от Тайран военно примирие в полза на Ирландия, дава на Сесил така необходимото политическо предимство. Есекс изпада в немилост пред кралицата, на 1 октомври 1599 г. е поставен под домашен арест.
На 8 февруари 1601 г. Есекс заедно с двеста-триста души се опитва да вдигне населението на Лондон на въстание в своя подкрепа. Есекс е арестуван и затворен в Тауър. На 19 февруари в залата на Уестминстър се състои процес срещу Есекс с обвинение в държавна измяна. По време на процеса Есекс се опитва да представи Сесил като поддръжник на качването на английския престол на испанската престолонаследница Изабела Клара Еугения, а самия себе си като защитник на религиозната толерантност в духа на Елизабет. Сесил, който слуша разпита, скрит зад една завеса, се показва и иска Есекс да назове свидетели за своето твърдение. Чичото на Есекс, сър Уилям Нолис, когото Есекс назовава като свой източник, е разпитан, но напълно оневинява Сесил. След това Есекс е осъден на смърт и екзекутиран на 25 февруари 1601 г.

### Джеймс I на английския престол
Падането на съперника на Сесил му дава възможност да започне тайна кореспонденция с Джеймс VI Шотландски и да подготви мирното предаване на английската корона след смъртта на Елизабет на шотландския крал. Когато шотландският крал през 1603 г.се качва на английския престол като Джеймс I, той изразява благодарността си към Сесил, като го прави барон на Essindene. През 1604 г. му дава титлата виконт Cranborne, а през 1605 г. го прави граф на Солзбъри.
Докато кралят вижда своята задача в това да обедини двете кралства Англия и Шотландия, което Парламентът отхвърля през 1607 г., Сесил поставя ударението на преструктуриране на държавните финанси. Постигнатият с негово участие мир с Испания /мирният договор от Лондон 1604 г./ бил важна крачка за укрепване на кралската хазна, търговията със Средиземноморието отново процъфтява, митническите приходи нарастват.

### Финанси
Когато Сесил става лорд ковчежник през 1608 г. започва да търси допълнителни финансови средства. Обаче неговите идеи за финансиране на изключително нарасналите разходи (като последствие от войната с Ирландия), които докарват страната до ръба на държавен банкрут, се приемат отрицателно. През 1610 г. на Сесил не се удава да получи одобрението на Парламента за т.нар. Great Contract, който отразява неговата визионерска концепция за фундаментално преструктуриране на държавните финанси (на английски: the exchanging of feudal fiscal rights of wardship and purveyance for a regular land tax income) т.е. премахване на някои феодални права в замяна на ежегодното плащане на определени поземлени данъци в кралската хазна. Въпреки че неговите привърженици непрестанно подчертават преданото му усърдие и неуморните му усилия за намаляване на огромния бюджетен дефицит, Сесил вече не може да се спаси от обвиненията в корупция и двоен стандарт. До този момент той е натрупал значително състояние, което се вижда при строежа на провинциалното му имение Хатфийлд хаус, което Сесил е получил от Джеймс I в замяна на старото семейно имение на Сесилови, Теобалдс. Същевременно Сесил търпи остри нападки поради ниските данъци, които плаща, които са смешно ниски, сравнени с данъците на един средно заможен гражданин.
Съвременниците на Сесил виждат връзка между телесния му недъг и неговия политически и морален упадък. В края на 1611 г. здравословното му състояние се влошава бързо, вероятно в резултат на раково заболяване.
Сесил умира на 24 май 1612 г. в манастира на Света Маргарет. Гробницата му се намира в църквата на Хатфийлд хаус.
Робърт Сесил е женен за Елизабет Брук (1562 – 1596/7), дъщеря на Lord Warden of the Cinque Ports при Елизабет I. Те имат три деца: Франсис (1593 –1644), Катрин и Уилям (1591 – 1668).